# Паган Мин
Паган Мин (бирм. ပုဂံမင်း; 21 июня 1811 — 14 марта 1880) — девятый король Бирмы из династии Конбаун (17 ноября 1846 — 18 февраля 1853). При рождении Маун Бидду Кхьит, он получил титул принца Пагана от своего отца Таравади в августе 1842 года. Паган Мин стал королем, когда его отец Таравади скончался 17 ноября 1846 года, с официальным титулом Его Величества «Шри Павара Виджая Нанда Джата Маха Дхарма Раджадхираджа Паган Мин Тая-гьи».

## Биография
Родился 21 июня 1811 года в Амарапуре. Старший сын Таравади (1787—1846), 8-го короля Бирмы из династии Конбаун (1837—1846). С августа 1842 года он получил титул принца Пагана и стал наследником бирманского престола.
После смерти своего отца Таравади Паган Мин выиграл борьбу за королевский престол, убив своих братьев-соперников. Его главные министры Маун Бэйн Зат и Маун Бхэйн обогатились тем, что казнили богатых подданных.
Во время правления короля Пагана Мина началась Вторая англо-бирманская война (1852—1853). В 1851 году губернатор Пегу Маун Ок обвинил капитанов двух британских торговых судов в убийстве, растрате и уклонении от уплаты таможенных пошлин. Он оштрафовал их на 500 рупий и потребовал, чтобы они заплатили свои долги, прежде чем им разрешат вернуться в Калькутту. Получив их жалобы, Лорд Дальхузи, генерал-губернатор Британской Индии, послал коммодора Джорджа Ламберта к королю Бирмы с просьбой о компенсации в размере 920 фунтов стерлингов и увольнении Мауна Ока. Паган Мин подчинился, отстранив от должности Мауна Ока. Но 6 января 1852 года, когда новый губернатор отказался встретиться с британской делегацией из-за того, что Джордж Ламберт захватил бирманский королевский корабль, все британские подданные были эвакуированы, а побережье Рангуна блокировано. В течение нескольких дней британские военные корабли бомбардировали город-порт Рангун (современный Янгон). 7 февраля Паган Мин написал лорду Дальхузи письмо с протестом против актов агрессии. 13 февраля лорд Дальхузи направил королю ультиматум с требованием выплатить к 1 апреля сумму, эквивалентную 100 000 фунтов стерлингов в качестве компенсации за «вынужденную подготовку к войне». Ультиматум истек без ответа, и через несколько дней британские войска вторглись на бирманскую территорию. Британия аннексировала провинцию Пегу в декабре.
Сводный брат Пагана Мина Миндон выступил против войны с Англией. Он бежал со своим братом Канауном в Шуэбо и поднял знамя восстания. После нескольких недель борьбы главный министр Пагана Магве Миньи перешел на сторону Миндона, и король Паган Мин отрекся от престола 18 февраля 1853 года в пользу своего брата Миндона. Миндон оставил Пагана в живых и освободил всех европейских пленников. Миндон вынужден был пойти на заключение мира с Великобританией, но отказался подписать договор о передаче бирманской территории.
68-летний Паган Мин скончался от оспы в Мандалае 14 марта 1880 года. Несмотря на наличие 18 жен, не имел потомства.

## Интересные факты
В видеоигре Far Cry 4 так же зовут главного антагониста (Pagan Min — Пэйган Мин).